# محمد حافظ رمضان باشا
محمد حافظ رمضان باشا (1880 - 1955) هو محامي ورجل دولة مصري، شغل منصب رئيس للحزب الوطني في عشرينيات القرن العشرين ووزيرًا للشؤون الاجتماعية ووزيرًا للعدل خلال الأربعينيات.

## حياته ومسيرته
ولد بالقاهرة سنة 1880 وتخرج من مدرسة الحقوق (كلية الحقوق جامعة القاهرة حاليا) عام 1904 وعمل بالمحاماة بعد التخرج.

حافظ رمضان بك هو والد محمد حافظ رمضان باشا. وعن الوالد يقول عبد العزيز البشري في كتابه "في المرآة"، 1927:
| محمد حافظ رمضان باشا | محمد حافظ رمضان ابن المرحوم حافظ بك رمضان، وكان رجلًا منقطع النظير في العلم المالي يوم لم يكن لمصري في هذا الباب خطر، وكانت أعظم المصارف الأجنبية بالضرورة، ترجع إلى رأي حافظ بك في أدق مسائل الفن وأبعدها أثرًا. وأنجب عدة أولاد، وأحسن تأديبهم وتعليمهم، فخرجوا جميعهم رجالًا ممتازين، فيهم القاضي وفيهم المحامي وفيهم الجندي، وها أنت ذا ترى أحدهم | محمد حافظ رمضان باشا |

## مسيرته
- أصدر جريدة اللواء المصري اليومية سنة 1921 وتولى تحريرها.[7]
- انتخاب سنة 1923 رئيس الحزب الوطني المصري. وفي 1926.[8]
- انتخب نقيبا للمحامين سنة 1926، وكان عضواً في مجلس النواب المصري.[9][10]
- كان زعيم المعارضة داخل البرلمان كما أختيري كأحد أعضاء مجلس الشيوخ المصري، وعُرف بنزاهة اليد، واعتزل السياسة سنة 1952.[11]
- كان يمول الأعمال الفدائية ضد القوات الإنجليزية في السويس.[12]

## مناصب
تولى حافظ رمضان باشا المناصب الوزارية التالية:
- وزير دولة (من 30 ديسمبر 1937 - حتى 27 أبريل 1938) في مجلس الوزراء الثاني لمحمد محمود باشا.
- وزير الشؤون الاجتماعية (من 27 يونيو 1940 - 14 نوفمبر 1940) في ديوان حسن صبري باشا.
- وزير العدل (من 8 أكتوبر 1944 - حتى 15 يناير 1945) في حكومة أحمد ماهر الأولى.
- وزير العدل (من 15 يناير 1945 - حتى 24 فبراير 1945) في حكومة أحمد ماهر الثانية.
- وزير العدل (من 24 فبراير 1945 - حتى ديسمبر 1945) في حكومة محمود فهمي النقراشي الأولى.

## مؤلفات
- أبو الهول قال لي طبع الجزء الأول منه.
- صفحة سياسية
- أحاديث ومذكرات في القضية المصرية

## أعلام
سمي شارع حافظ رمضان، في حي مدينة نصر بالقاهرة.